# ニンジャアサルト
『ニンジャアサルト』(NINJA ASSAULT) は、2000年にナムコ（後のバンダイナムコゲームス）が発売したアーケード用ガンシューティングゲーム。2002年9月12日にPlayStation 2版が発売された。

## ストーリー
琴姫が鬼骸王にさらわれてしまった。そこで、「紅蓮」と「群青」は神をも殺す禁断の兵器「魔破銃」を使用してさらわれた琴姫を救出するために戦うことを決意した。

## ゲームのルール
画面上に出現する敵を倒していき、ステージの最後に登場するボスを倒せばステージクリア。弾が切れたら画面の外を撃ってリロードする。ライフはゲージ制で敵の攻撃を受けるとゲージが減り、半分を切ると赤く点滅する。残り体力が減るにつれ点滅速度が増える。全て無くなるとゲームオーバー。ライフは道中で回復できる。

## 登場人物
戦国時代の日本が舞台だが、キャラクターの音声は日本版海外版問わず英語音声である。

### プレイヤー
紅蓮（ぐれん）
AC版では1P側の主人公。家庭版では2P側だったり、プレイヤーキャラクターではなかったりする。20歳。琴姫が幼少の時分から使えている忍者。家柄は身分の高い武士の家系。冷静沈着で物静かだが、琴姫に関する事だけは例外。家庭版では葵に対して目的を尋ねる用心深い一面がある。体格は細身で、紅蓮のマスクをしている。ストーリーモード紅蓮編では、事件後、再び過酷な修行を続けている事が明かされている。また、行方は誰にも知られていない。
群青（ぐんじょう）
ACでは2P側の主人公。家庭版では1P側だったり、プレイヤーキャラクターではなかったりする。26歳。農家生まれだが、幼少の折に紅蓮の父に才能を見込まれ紅蓮と共に修業をしてきた。身分は違うが、紅蓮とは兄弟同然の絆により結ばれている。紅蓮よりも体が大きく、マスクをしていない。家庭版では葵の銃の腕前を認め興味を示す。ストーリーモード群青編では、琴姫の勅命により城郭警備隊の隊長に任命される。その際“人中の獅子”の称号を授けられる。このシナリオでは魔破銃を捨てず、引き続き使い続けている。
葵（あおい）
家庭版専用のキャラクターでありプレイヤーキャラクターに於ける紅一点。年齢不明。鬼骸王の軍団に父親（影忍によると“裏切者”とのことだが詳細は不明）を殺され、形見の眼帯を付けている（本人は視力は悪くない）。紅蓮、群青とは一切面識が無い。また彼女も魔破銃を扱うが入手した経緯は不明。威勢が良く、思い切った行動が出来るのだが、一方で状況判断を冷静にすることも可能。事件後は眼帯を外し民間人となっている。

### キーパーソン
琴姫
「天津国」王家の一人娘。15歳。幼少の頃から非常に霊感が強く、予知夢等で天災・人災を当てて周囲の人々を驚かせた。今回の鬼骸王による災厄も、実は8年前予知していた。その不思議な力を鬼骸王に見込まれ誘拐される。8歳の時姿を消した事が有ったのだが、紅蓮と群青に発見された際魔破銃を持っていた。敵の拠点である黒鷺城に初めは居るのだが、ACでは影忍により鬼骸城へ転送される（家庭版では蛻の殻だった）。

### 敵ボス
敵ボスは画面上部に紫の体力ゲージがあり、これが0になるとクリア。全部のステージに必ず敵ボスが登場するとは限らない。また家庭版にしか登場しないボスもいる。一定量のダメージを与えると攻撃をキャンセルさせられる。敵ボスによっては弱点が定められており、そこ以外は撃ってもダメージを与えられない。
呪弁慶（のろいべんけい）
鬼哭門に登場。体長7mの巨人。元々は魔界の門番だったが、鬼骸王に命じられ鬼骸城の重要な関所である岩降山を守っている。1人で国3つ滅ぼした強力無双の猛者だが、天津国侵略の際鎧を壊され弱点の核(鎧に開いた大きな穴)が露出する。序盤は殴りつけ攻撃や護衛の雑魚敵の投げつけを行う。体力が一定値まで減ると鎧が壊れて中身が露わになり(この時、弱点の核を狙い易くなる)、攻撃方法も棍棒を地面に叩きつけその時生じた破片を飛ばしてくるものに変化。また、瞬間移動をしてくるようにもなる。
ゲーム中の台詞で影忍は“Norio(ノリオ) Benkei”と言っている。
竜胆丸（りんどうまる）
逢魔ヶ窟、竜鳴湖に登場。魔界随一の剣豪。外見は敵ボスの中では最も人間に近い。父親は人間で母親は龍。自分の体に龍の血が流れている事を誇りに思っており、自分の美しさに自信を持っている。自身と母親以外の全ての者を見下しているので他の者と話す事を頑なに拒んでいるかなりの世間知らず。母親である龍大后の言う事は何でも鵜呑みにしている。弱点は全身。直接斬りつけたり、分身の術でプレイヤーを惑わす(動きが遅く濃く映っているのが本物)。
逢魔ヶ窟で主人公に負けると次のステージの竜鳴湖にて、後述する竜太后と共に再戦を仕掛けてくる(彼自身の攻撃方法は変わらない)。最後は竜太后が止めを刺されて倒れた際に吹っ飛ばされて消えた。
竜太后（りゅうたいごう）
竜鳴湖に登場。竜胆丸の母親で、息子の事を溺愛している。竜胆丸がプレイヤーに負けると姿を現し、共に攻撃を仕掛けてくる(ライフは両者で共有)。弱点は尻尾、頭部。尻尾を叩き付けたり口から火を吹いて攻撃する。体力がある程度減るとプレイヤーの乗っていた筏を尻尾で壊し、砂に潜って攻撃する。水飛沫/砂煙を起こした直後に竜胆丸の分身攻撃という連携プレーも見せる。体力が0になると屍が鬼骸城に届くので、それを利用してプレイヤーは鬼骸城に侵入する。
影忍（かげにん）
鬼骸城に登場。鬼骸王の右腕とも言える忠実な腹心。戦場では指揮官の立場にある。性格は極めて冷酷かつ残忍であり、味方の兵士からも恐れられている。魔破銃とは違った銃器を持っている。弱点は全身。闇の力を自由自在に操り、高速移動及びテレポートが出来る。時々雑魚敵も一緒に攻撃する。葵と彼女の父親の事を知っている。プレイヤーに倒された後は自分が作った闇に飲まれるという最期を迎えた。
烏天狗（からすてんぐ）
家庭版専用ステージ・天神滝に登場。すばしっこく空を飛びまわり、飛び道具で攻撃したり、直接引っ掻きに来る。
雪女（ゆきおんな）
家庭版専用ステージ・大雪峰に登場。烏天狗と違って羽は無いがやはり空を飛べる。爪で引っ掻いたり、雪を飛ばして攻撃する。ある程度体力が減ると姿が変る。
妖狐
家庭版専用ステージ・焔神宮に登場。狐の形をした炎。火を飛ばして攻撃する。跳躍力が優れており狙いを定め難い。
鬼骸王（きがいおう）
最終ステージ・死界天に登場する、本作における最終ボス。今回の災厄を引き起こした張本人。魔界の総大将。琴姫の持つ不思議な力を求め、復活の為の生贄にしようとする。普段は死界天（鬼骸城の天守閣）の幕の後ろに姿を置き直接姿を見せず、側近の影忍を通じて指令を伝えている。見た目は巨体かつ痩身の老人だが、実は首から下は全て機械仕掛けのからくりで、本体は生首だけ。最終ステージでは巨大頭蓋骨に護られ亡霊や目玉を飛ばして攻撃してくる。時折巨大な手の骨格を叩きつけてくる(この時は本体ではなく手の骨格を撃たなければ攻撃を止めることができない)。体力が僅かになるとエネルギー波で攻撃する。

### 雑魚敵
雑魚敵は1発で倒せるものと耐久力のある敵に分けられる。耐久力のある敵はライフゲージが表示され、これが0になると倒せる。頭を撃った方がダメージを多く与えられる。一瞬しか登場しない敵及び攻撃後すぐいなくなる敵を倒すとボーナス得点が貰える。
日本刀を持った敵
最も多く登場する敵。外見・体力はバラエティ豊かだが攻撃方法は皆同じ。
弓矢で狙撃する敵
弓矢でプレイヤーを狙う。一撃で倒せる。飛んで来た矢は撃ち落せる。矢には青または橙の火が点火しているが、途中で燃え尽きずプレーヤーまで届く。通常は遠距離から攻撃する。ただし、稀に近くから攻撃する敵もいる。“焔神宮”にはパラシュートで空中から狙う敵もいる。手持ちの矢が無くなると逃げる。
槍で攻撃する敵
プレイヤーの死角を突いて攻撃する事が多い。一撃で倒せる。緑の顔をしている兵士1種類だけである。
からくり兵
からくりでできた人形のような敵。独特な動きをし、両手にもった刀で攻撃する。鬼骸城で登場するものは服を着ている。
かぎ爪を持つ敵
奇声を発しながら三角跳びを駆使して空間を跳び回り、こちらに飛び掛かって引っ掻いてくる。突然飛び出して奇襲してくる事もしばしば。ステージによっては手裏剣を投げてくる。目から赤い残光を伴う個体は非常に動きが素早い。後に『魔斬』にも登場した。
壁を這う敵
壁や屋根に張り付いて迫ってくる。口から紫色の粘液を吐いて攻撃してくる。
鉄球を投げてくる敵
大型で高い耐久力を持つ敵。棘付きの鉄球を投げてきたり、殴りかかってきたりする。
小鬼
すばしっこく逃げ回り、手裏剣や爆発物を投げたり直接飛びかかってクナイで斬りつけて来たりする。
薙刀を持つ敵
笠をかぶり、巨大な薙刀を持つ敵。緑の球状の衝撃波を飛ばしながら接近し、華麗な動きで斬りかかってくる。
トカゲのような敵
尻尾をもった獣人のような姿の敵。水中に潜んでおり、水面から飛びかかって引っ掻いてくる。
忍者のような敵
闇を使ってワープ移動を行う敵。鬼骸城で数多く出現し、手裏剣を投げてきたりこちらに斬りかかってきたりする。
蜘蛛のような敵
蜘蛛を模したからくり兵器。一撃で倒せる小型のものと耐久力のある大型が存在する。小型のものは素早く地面や壁を動き回った後飛びかかって引っ掻いてくる。大型は非常に耐久力が高く、引っかき攻撃の他に砲弾を放ってくる。ただし動きは遅い。
砲台
“千里橋”にのみ登場する兵器。3つの砲門から砲弾で攻撃する。3つの砲門全て壊すと陥落する。

## アイテム
赤い箱に入っている事が殆ど。極稀に剥き出しの状態で置いてある事もある。家庭版では箱ではなく氷の中に入っている事もある。
- 救急箱 - ライフがある程度回復する。体力満タン時にはスコアが5000点増える。
- 招き猫（金） - スコアが5000点増える。
- 招き猫（銀） - スコアが1000点増える。
- 巻物（PS2版の紅蓮、群青、葵編のみ登場） - 忍術を使用できる回数が1回増える（アーケード版、PS2版のARCADEでは使用不可）。

## 作中用語
魔破銃（まはじゅう）
今回の事件に於いて、敵兵に対抗できる唯一無二の兵器。見た目は南蛮渡来の鉄砲に似ているが、動く原理は違うらしい。存在を知るのは琴姫・紅蓮・群青の3人だけ。神をも殺せる禁断の兵器であり、本来は人が手にしてはならない兵器である。だが、琴姫の証言によると数年後人の手に負えない魔物（←鬼骸王）が現れるとの事なのでその時迄の秘密とされた。それ以来、長らく古い祠に隠されていた。鬼骸王侵略の際遂に取り出された。事件解決後、琴姫の許可を得た紅蓮と群青は魔破銃を谷底に捨てた。
天津国（あのつくに）
琴姫の生まれ育った国。山間の盆地に位置し、自然と鉱物資源に恵まれていたが、鬼骸王による侵略の為3日で滅んだ。民は琴姫以外は皆殺しにされた。この時呪弁慶が辣腕を発揮したのだが、国の滅亡と引換に鎧を壊されてしまう。

## PS2版について
PS2版では新キャラクター「葵」が追加され、ストーリーモードでは紅蓮編、群青編、葵編、アーケード版を完全移植したARCADEの4種類のストーリーを選択可能になっている。それぞれ使用するキャラクターとストーリー、ステージ構成が異なっている。使用するキャラクターと性能は以下の通り。
| ストーリー | 1P   | 2P   |
| ---------- | ---- | ---- |
| 紅蓮編     | 紅蓮 | 葵   |
| 群青編     | 群青 | 紅蓮 |
| 葵編       | 葵   | 群青 |
| ARCADE     | 紅蓮 | 群青 |

| キャラクター | 弾数 | 攻撃力 | 防御力 | 忍術     |
| ------------ | ---- | ------ | ------ | -------- |
| 紅蓮         | 10   | 強     | 弱     | 業火の術 |
| 群青         | 10   | 弱     | 強     | 雷神の術 |
| 葵           | 16   | 弱     | 弱     | 破空の術 |

アーケード版、PS2版のARCADEでは紅蓮、群青共に性能は同じで、忍術は使用できない。
開発者は「時代考証を無視した設定は好きではなかったのですが、某少年誌で奥深い漫画を読んで以来「こういうのもアリだな」と思えるようになりました」と述べている。